# 周翔鳳 (光緒進士)
周翔鳳（?—?），江西省撫州府金谿縣人，清朝政治人物、同進士出身。

## 生平
光緒十六年（1890年），参加光緒庚寅科殿試，登進士三甲34名。同年五月，授内阁中书。